# نوارهای گرمایشی

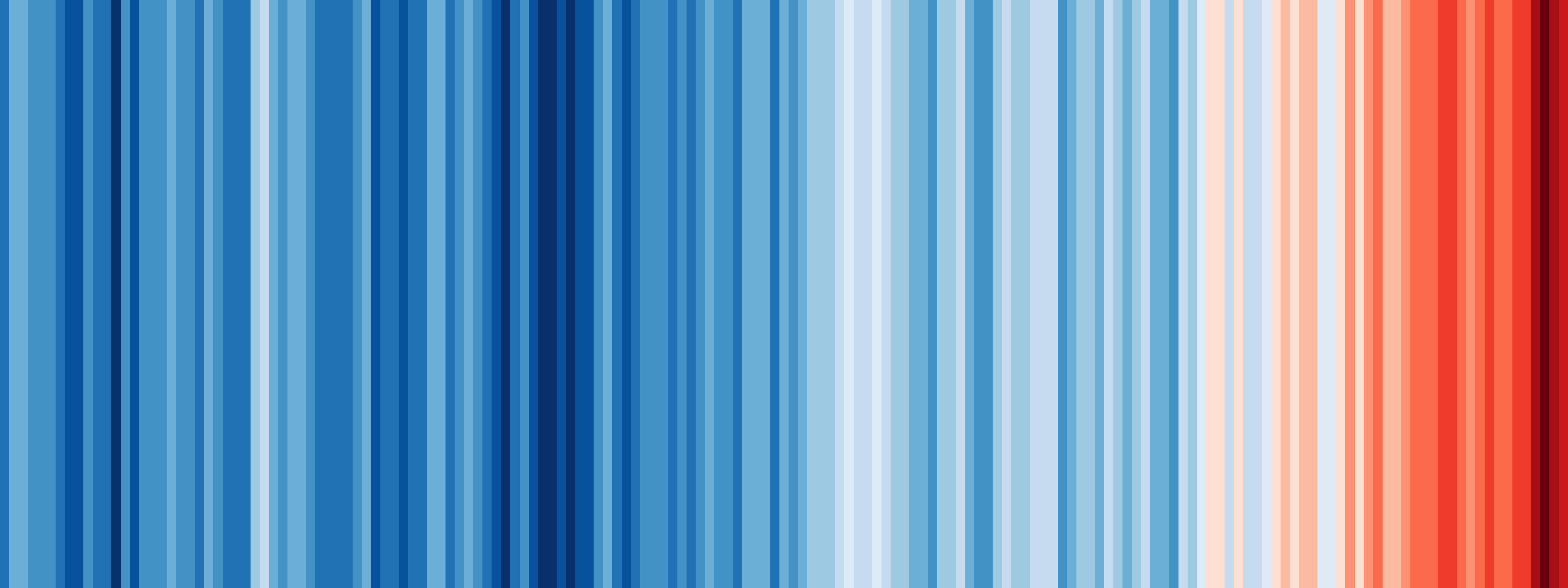
یکی از اولین نوارهای گرمایشی منتشر شده که روند افزایش دمای هوا از ۱۸۵۰ تا ۲۰۱۸ میلادی را به تصویر می‌کشد.

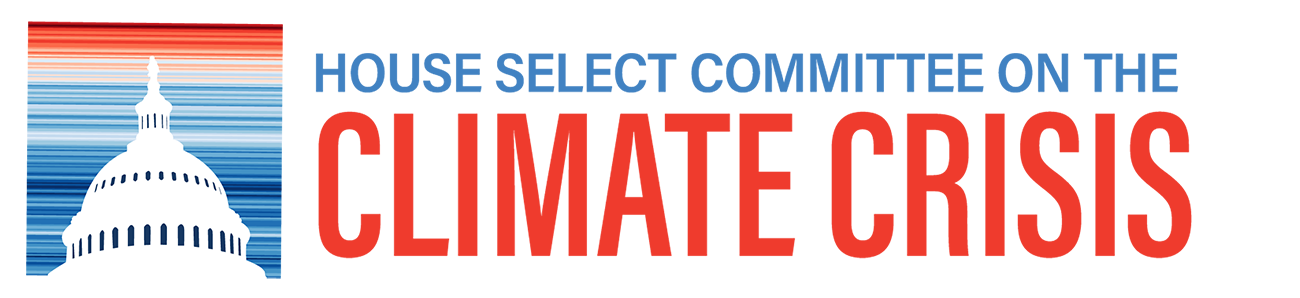
نوارهای گرمایشی در نشان کمیته مجلس آمریکا برای بحران اقلیمی

نوارهای گرمایشی کشورهای مختلف که بسته به قاره‌شان روی هم قرار گرفته‌اند.

نوارهای گرمایشی (به انگلیسی: Warming stripes) یا نوارهای اقلیمی(به انگلیسی: climate stripes) یا گرافیک‌های نواری(به انگلیسی: stripe graphics) گونه‌ای از گرافیک‌های مصورسازی داده هستند که با استفاده‌از مجموعه‌ای از نوارهای رنگی که به ترتیب زمانی مرتب شده‌اند روندهای دمایی بلندمدت را به تصویر می‌کشند.
نوارهای گرمایشی تداعی‌گر شیوه‌ای مینیمالیست اند و می‌توانند روندهای مرتبط با گرمایش جهانی را به‌صورت شهودی به افراد معمولی منتقل کنند.
این نوارها ابتدا برای تجسم داده‌های دمای هوا در طول تاریخ استفاده می‌شدند ولی امروز شامل انیمیشن، تجسم افزایش سطح دریا، پیش‌بینی اطلاعات اقلیمی، و مقایسهٔ روند دمایی نسبت به میزان CO2 جو، عقب‌نشینی یخچال‌های طبیعی، و درصد رطوبت هوا می‌شوند.
این نمودار را نخستین‌بار اقلیم‌شناس دانشگاه ریدینگ اد هاکینز در مه ۲۰۱۶ به‌کار برد.
به نوشتهٔ واشینگتن پست نوارهای گرمایی «متقاعدکننده‌ترین تصویرسازی‌های مربوط به گرمایش جهانی» تا آن زمان بود.
از این نمودار در مراسم گشایش بازی‌های المپیک تابستانی ۲۰۱۶ استفاده شد.
این نمودارها بیش از همه‌چیز یادآور شیوهٔ گستره رنگی است که سبکی از نقاشی انتزاعی است که در شهر نیویورک و در طول سال‌های ۱۹۴۰ تا ۱۹۵۰ محبوب بود.
بارنت نیومن، از نقاشان پایه‌گذار این سبک، هدفش را ساخت تصاویری عنوان کرده بود که «واقعیت آن‌ها بدیهی باشد.»
گراهام تامسون، سخنگوی گرین‌پیس (Greenpeace) با ستودن این گرافیک آن را «نشانی با طراحی خوب» خواند که همزمان «داده‌هایی مهم را به شکلی دقیق ارائه می‌کند.»
برخی محققان هشدار داده‌اند که نمایش داده‌های اقلیمی یک کشور یا منطقه بدون نمایش بستر کلی آن ممکن است به برداشت‌های غلط از داده منجر شود.